# Гликерия Новгородская
Гликерия Новгородская (ум. ок. 1522 года, Великий Новгород) — русская православная святая, почитаемая как праведная дева. Память совершается 13 (26) мая и в 3-ю Неделю (воскресенье) по Пятидесятнице (Собор Новгородских святых).
Сведения о жизни Гликерии крайне скудны; известно, что она была дочерью Пантелеимона — старосты новгородской Людогощи.

## Почитание
Начало её почитания связано с обретением 14 [24] июня 1572 года на церковном кладбище при храме святых Флора и Лавра на Людогощей улице практически нетленного тела молодой девушки: «обретоша гроб верх земли и обретоша в гробе тело цило, а не все». Обретение мощей совпало с присутствием в городе царя Ивана Грозного и нашло своё отражение в Новгородской второй (Архивской) летописи. Мощи открыл новгородский архиепископ Леонид, имя и происхождение девушки определили, вероятно, по надписи на её надгробии. Пожилая местная жительница сообщила архиепископу о времени смерти Гликерии: «сказывала жена старая Настасия владыке Леониду, что помнила, как девицу ту провожали лет с пятьдесят…». По случаю обретения мощей был устроен крестный ход, их поместили в церкви святых Флора и Лавра и по свидетельству летописи они сразу начали совершать чудеса: в первый день был исцелён Агафон, сын подьячего Сувора Богдана, и в честь этого в Новгородском кремле весь день звонили в колокола; 11 августа 1572 года у гроба Гликерии был исцелён человек от болезни глаз).
Случаи исцелений стали основанием для местной канонизации праведной Гликерии. Днём памяти праведной Гликерии было выбрано 13 мая — память её тезоименной святой Гликерии Ираклийской. Церковь святых Флора и Лавра была в 1674—1695 годы полностью перестроена и мощи Гликерии были помещены под спудом в юго-западном углу храма. Церковь была полностью разрушена после артобстрелов города в 1941—1943 годы. На её месте был разбит парк, раскопки на её месте не производились.
О начале общецерковного почитания Гликерии свидетельствует факт освящения в середине XIX века придела Тихвинской церкви московского Симонова монастыря. Общецерковное почитание Гликерии было подтверждено включением её имени в 1981 году в Собор Новгородских святых. В тексте службы собору Гликерия упоминается вместе с другими святыми женщинами Новгорода, ей составлены отдельные тропарь, кондак и молитва. На иконах Гликерию изображают как юную девушку с непокрытой головой, округлым лицом и волнистыми волосами, спускающимися на плечи.